# Associazione Calcio Lumezzane 2004-2005
Questa pagina raccoglie le informazioni riguardanti l'Associazione Calcio Lumezzane nelle competizioni ufficiali della stagione 2004-2005.

## Stagione
Nella stagione 2004-2005 il Lumezzane disputa il girone A del campionato di Serie C1, raccoglie 44 punti con il dodicesimo posto. Allenata da Marco Rossi inizia male il campionato, al termine del girone di andata con 17 punti è appena sopra la zona pericolosa, poi nel girone di ritorno spicca il volo verso una zona più tranquilla della classifica, raccogliendo 27 punti. Il miglior realizzatore di questa stagione è il trentino Nicola Ferrari autore di 10 reti in campionato. Nella Coppa Italia Nazionale il Lumezzane disputa il primo girone di qualificazione, vinto dal Torino. Nella Coppa Italia di Serie C i valgobbini entrano in scena nei sedicesimi superando la Spal, poi negli ottavi vengono eliminati dal Rimini.

## Divise e sponsor
Lo sponsor tecnico per la stagione 2004-2005 è Lotto, mentre lo sponsor ufficiale è Fin-Eco.
| Manica sinistra · Maglietta · Maglietta · Manica destra · Pantaloncini · Calzettoni |

## Rosa
| N. |                   | Ruolo | Calciatore           |
| -- | ----------------- | ----- | -------------------- |
|    | Italia (bandiera) | C     | Roberto Angius       |
|    | Italia (bandiera) | D     | Fulvio Bellotti      |
|    | Italia (bandiera) | C     | Giorgio Biancospino  |
|    | Italia (bandiera) | D     | Luca Bonera          |
|    | Italia (bandiera) | D     | Pierluigi Borghetti  |
|    | Italia (bandiera) | P     | Marco Borghetto      |
|    | Italia (bandiera) | D     | Stefano Botti        |
|    | Italia (bandiera) | P     | Luca Brignoli        |
|    | Italia (bandiera) | D     | Mauro Coppini        |
|    | Italia (bandiera) | C     | Tommaso D'Attoma     |
|    | Italia (bandiera) | C     | Giuseppe Federico    |
|    | Italia (bandiera) | A     | Nicola Ferrari       |
|    | Italia (bandiera) | C     | Pasquale Fracassetti |
|    | Italia (bandiera) | C     | Luca Gambari         |

| N. |                    | Ruolo | Calciatore            |
| -- | ------------------ | ----- | --------------------- |
|    | Italia (bandiera)  | D     | Alessandro Ghidoni    |
|    | Nigeria (bandiera) | C     | Cyril Gona            |
|    | Italia (bandiera)  | C     | Angelo Guerra         |
|    | Italia (bandiera)  | A     | Luciano Maiolini      |
|    | Italia (bandiera)  | C     | Filippo Masolini (I)  |
|    | Italia (bandiera)  | A     | Emanuele Morini       |
|    | Italia (bandiera)  | C     | Emanuele Natalini     |
|    | Italia (bandiera)  | A     | Luca Paghera          |
|    | Italia (bandiera)  | C     | Daniele Pedruzzi      |
|    | Italia (bandiera)  | C     | Luca Pezzottini       |
|    | Italia (bandiera)  | C     | Francesco Quintavalla |
|    | Italia (bandiera)  | A     | Nello Russo           |
|    | Italia (bandiera)  | D     | Matteo Teoldi         |

## Risultati

### Campionato

#### Girone di andata
| Arbitro: | Saveri (Viterbo) |

|               |           |                |
| Lorenzini 33’ | Marcatori | 76’ N. Ferrari |

| Arbitro: | Rubino (Salerno) |

|  |           |                        |
|  | Marcatori | 6’ Brizzi 19’ Polenghi |

| Arbitro: | Ferrandini (Sondrio) |

|                                       |           |  |
| M. Bongiorni 45’, 74’ Morandini 90+2’ | Marcatori |  |

| Arbitro: | Tommasi (Bassano del Grappa) |

|               |           |  |
| N. Ferrari 2’ | Marcatori |  |

| Arbitro: | Iannone (Napoli) |

|                   |           |             |
| Coscione 44’, 51’ | Marcatori | 81’ Paghera |

| Arbitro: | Damato (Barletta) |

|               |           |                      |
| A. Guerra 52’ | Marcatori | 37’, 39’ (rig.), 85’ |

| Arbitro: | Caristia (Siracusa) |

|                             |           |                                                     |
| N. Ferrari 25’ N. Russo 82’ | Marcatori | 9’ Poggi 24’ Todea 45+3’ N. Lampugnani 81’ Graziani |

| Arbitro: | Fiori (Perugia) |

|                                     |           |  |
| Guidetti 45+1’, 46’ Coti 58’ (rig.) | Marcatori |  |

| Arbitro: | Russo (Nola) |

|                          |           |                           |
| Botti 10’ N. Russo 45+1’ | Marcatori | 20’ Vasari 89’ Piovaccari |

| Arbitro: | Didato (Agrigento) |

|  |           |              |
|  | Marcatori | 40’ N. Russo |

| Busto Arsizio 21 novembre 2004 11ª giornata | Pro Patria          | 0 – 0 | Lumezzane | Stadio Carlo Speroni\| Arbitro: \| Barletta (Bernalda) \| |
| Arbitro:                                    | Barletta (Bernalda) |       |           |                                                           |

| Arbitro: | Bo (Genova) |

|           |           |                 |
| Botti 17’ | Marcatori | 90+1’ Carruezzo |

| Arbitro: | Taverna (Taurianova) |

|                       |           |               |
| Tozzi Borsoi 66’, 69’ | Marcatori | 5’ N. Ferrari |

| Arbitro: | Bernardoni (Modena) |

|           |           |                  |
| Botti 89’ | Marcatori | 41’ (aut.) Botti |

| 12 dicembre 2004 15ª giornata |  | – Turno di riposo Lumezzane |  |  |

| Arbitro: | Scoditti (Bologna) |

|                     |           |             |
| N. Ferrari 70’, 80’ | Marcatori | 69’ Ragatzu |

| Arbitro: | Stallone (Foggia) |

|               |           |  |
| Bandirali 64’ | Marcatori |  |

| Arbitro: | Benedetti (Vicenza) |

|                                 |           |  |
| N. Russo 23’ (rig.), 54’ (rig.) | Marcatori |  |

| Arbitro: | Ciliberto (Merano) |

|             |           |  |
| Ragatzu 41’ | Marcatori |  |

#### Girone di ritorno
| Arbitro: | Marzaloni (Rimini) |

|                            |           |          |
| N. Ferrari 5’ N. Russo 63’ | Marcatori | 88’ Bono |

| Arbitro: | Gentile (Termoli) |

|  |           |                   |
|  | Marcatori | 12’ (aut.) Cioffi |

| Lumezzane 6 febbraio 2005 22ª giornata | Lumezzane        | 0 – 0 | Sangiovannese | Nuovo Stadio Comunale\| Arbitro: \| Lioce (Molfetta) \| |
| Arbitro:                               | Lioce (Molfetta) |       |               |                                                         |

| Arbitro: | Iannello (Genova) |

|          |           |                   |
| Fummo 3’ | Marcatori | 60’, 80’ Pedruzzi |

| Arbitro: | Barbirati (Ferrara) |

|                     |           |               |
| Masolini 53’ (rig.) | Marcatori | 5’ Cotacchini |

| Arbitro: | Gallione (Alessandria) |

|                                        |           |  |
| Prisciandaro 22’ (rig.) M. Bertoni 29’ | Marcatori |  |

| Arbitro: | Manella (Avezzano) |

|               |           |  |
| Spinale 90+2’ | Marcatori |  |

| Arbitro: | Giglioni (Siena) |

|           |           |  |
| Botti 50’ | Marcatori |  |

| Arbitro: | Rubino (Salerno) |

|  |           |                                    |
|  | Marcatori | 43’ (rig.) Masolini 47’ N. Ferrari |

| Lumezzane 20 marzo 2005 29ª giornata | Lumezzane         | 0 – 0 | Grosseto | Nuovo Stadio Comunale\| Arbitro: \| Damato (Barletta) \| |
| Arbitro:                             | Damato (Barletta) |       |          |                                                          |

| Arbitro: | La Rocca (Ercolano) |

|                |           |          |
| N. Ferrari 64’ | Marcatori | 61’ Elia |

| Arbitro: | Gervasoni (Mantova) |

|                            |           |  |
| Noviello 61’ Carruezzo 87’ | Marcatori |  |

| Lumezzane 6 aprile 2005 32ª giornata | Lumezzane         | 0 – 0 | Torres | Nuovo Stadio Comunale\| Arbitro: \| Tasso (La Spezia) \| |
| Arbitro:                             | Tasso (La Spezia) |       |        |                                                          |

| Arbitro: | Vuoto (Livorno) |

|  |           |               |
|  | Marcatori | 90+4’ Paghera |

| 17 aprile 2005 34ª giornata |  | – Turno di riposo Lumezzane |  |  |

| Arbitro: | Zanzi (Lugo di Romagna) |

|  |           |                          |
|  | Marcatori | 9’ N. Ferrari 46’ Guerra |

| Lumezzane 1º maggio 2005 36ª giornata | Lumezzane       | 0 – 0 | Pavia | Nuovo Stadio Comunale\| Arbitro: \| Marrocco (Pisa) \| |
| Arbitro:                              | Marrocco (Pisa) |       |       |                                                        |

| Arbitro: | Salati (Trento) |

|            |           |  |
| Giglio 54’ | Marcatori |  |

| Arbitro: | Cammi (Reggio Emilia) |

|  |           |                         |
|  | Marcatori | 15’ Ragatzu 70’ Stojkov |

### Coppa Italia

#### Primo girone
| Arbitro: | M. Mazzoleni (Bergamo) |

|             |           |                                                       |
| Bruni 90+3’ | Marcatori | 19’, 74’ Pinga 22’ Marazzina 48’ Mantovani 89’ Franco |

| Arbitro: | Romeo (Verona) |

|              |           |                                 |
| Cacia 4’, 6’ | Marcatori | 34’, 51’ Sinigaglia 90+3’ Centi |

| Arbitro: | Pantana (Macerata) |

|               |           |          |
| Sinigaglia 3’ | Marcatori | 35’ Coda |

### Coppa Italia di Serie C

#### Sedicesimi
| Arbitro: | Burdin (Cormons) |

|                                               |           |           |
| Pedruzzi 45’, 83’ Paghera 58’ Quintavalla 85’ | Marcatori | 90’ Tatti |

| Arbitro: | Tommasi (Bassano del Grappa) |

|                                |           |  |
| Selva 20’ (rig.) Altobelli 76’ | Marcatori |  |

#### Ottavi
| Lumezzane 26 gennaio 2005 Andata | Lumezzane          | 0 – 0 | Rimini | Nuovo Stadio Comunale\| Arbitro: \| Brunialti (Trento) \| |
| Arbitro:                         | Brunialti (Trento) |       |        |                                                           |

| Arbitro: | Marrocco (Pisa) |

|                   |           |  |
| Floccari 72’, 75’ | Marcatori |  |